# Общество авиации и воздухоплавания Украины и Крыма
Общество авиации и воздухоплавания Украины и Крыма («ТАПУК», укр. Товариство авіації та повітроплавання України і Криму ) — добровольное, оборонно-патриотическое объединение лётчиков-любителей, существовавшее на Украине в 1923—1925 годы.

## История
1920—1930 годы двадцатого столетия стали периодом массового увлечения планеризмом.
В журнале «Авиация и воздухоплавание» приводились слова М. В. Фрунзе:«В связи с международной обстановкой вопросы развития советской авиации выплывают на первый план. Общество авиации и воздухоплавания должно теперь считать своими актуальнейшими задачами: 1) создание кадров гражданских лётчиков; 2) развитие отечественной советской авиапромышленности. Путь к разрешению первой задачи — в развитии планёрной авиации. Здесь мы отстали, и упущенное надо навёрстывать».
Решением Правительства Украинской ССР в марте 1923 года было создано Общество авиации и воздухоплавания Украины и Крыма — ОАВУК, с центром в столице республики — Харькове.
Общество насчитывало по состоянию на 1925 год 416 тысяч членов, объединённых в 7115 кружков.
Общество руководило кружками планеризма, организовывало обучение лекторов, проводило лотереи в пользу авиа- и планеростроения, выпускало журнал «Воздушный флот».
Общество содействовало созданию Центрального аероклуба в Харькове и Харьковской авиационной школы, Киевской школы инструкторов планерного спорта, 72 планерных и 97 авиамодельных кружков, были открыты 1475 библиотек с авиационной тематикой. Общество собрало на развитие воздушного флота более 1,5 млн карбованцев.
Членом ОАВУК в 1923 году стал С. П. Королёв. Сохранилась характеристика, выданная ему обществом: «Дано сие тов. Королёву С. П. в том, что он в кружке планеристов Губотдела ОВУАК с июня 1923 года принимал активное участие во всех работах».
В 1925 году Общество авиации и воздухоплавания Украины и Крыма и общество «Укрдоброхим» были объединены в Общество друзей авиахимической обороны и промышленности «Авиахим», которое в 1927 году было преобразовано в Осоавиахим.

## Известные члены общества
- Королёв, Сергей Павлович (1906—1966)
- Проскура, Георгий Фёдорович (1876—1958)
- Гризодубов, Степан Васильевич (1884—1965)
- Гуревич, Михаил Иосифович (1892/1893—1976)